# Гилберт Робертс
Сер Гилберт Робертс (енгл. Gilbert Roberts; Хампстед, 18. фебруар 1899 — 1. јануар 1978) био је британски грађевински инжењер.

## Детињство и образовање
Рођен је у Хампстеду у Лондону (Енглеска, УК), као син фармацеута Хенрија Вилијама Робертса. Образовао се у Средњој школи „Бромли”. Потом је уписао Колеџ Грешам да би студирао инжењеринг, али по избијању рата морао се придружити Краљевском летећем корпусу (RFC).

## Каријера
Након што је рањен у колено године 1918. током бомбашког препада, Робертс је остао инвалид и вратио се у Енглеску. Добио је војну стипендију за Градски и еснафски колеџ (у склопу Империјалног колеџа), где је стекао своје звање 1923. године. Постао је грађевински инжењер и радио на Сиднејском лучком мосту (1932) односно Висећем мосту Ото Бајт (1938) преко реке Замбези.
Као сениорски партнер са британском фирмом Фриман фокс и партнерс, Робертс је дизајнирао — у сарадњи са Вилијамом Брауном (1928—2005) — Мост на реци Волти (1957), Окландски лучки мост (1959—71), Мост Форт Роуд (1964), Мост Северн (1966), Босфорски мост (1973) и Мост Хамбер (1981).

## Награде
Робертс је постао витез године 1965. Изабран је за Члана Краљевског друштва (FRS) 18. марта 1965. године. Његов апликациони навод гласи: „Истакнут по својим доприносима грађевинском инжењерству унапређивајући дизајн структура, тачније мостова дугих распона. Дизајнер Моста Северн, Моста Форт, Моста Волта, Моста Мејденхед, Моста Окланд Харбор. Такође допринео дизајну других необичних структура, као што је C.S.I.R.O. Радио-телескоп, Електрана Хај Марнам, Купола открића на Изложби Фестивала Британије, кранских структура укључујући голијатски кран од 500 тона за Бабкок и Вилкокс”.
Добио је Краљевску медаљу године 1968.

## Смрт
Робертс је умро 1. јануара 1978. године, у Болници Ст. Стивен у Лондону.

## Лични живот
Супруга му је била Елизабет Нада Хора, с којом се оженио у Лондону 1935. године.